# Fantasia (Jun Hyo-seong)
Fantasia è il primo EP della cantante sudcoreana Jun Hyo-seong, pubblicato nel 2015 dall'etichetta discografica TS Entertainment.

## Tracce
1. Come to see Me
2. Into You
3. Taxi Driver
4. How Can I
5. First Kiss